# Алондра (телесеріал)
«Алондра» (ісп. Alondra) — мексиканська теленовела виробництва компанії Televisa. У головній ролі — Ана Кольчеро. Сюжет адаптовано письменницею Іоландою Варгас Дульче за власним коміксом «Касандра» (1982). Прем'єрний показ відбувся на каналі Las Estrellas 23 січня — 1 вересня 1995 року.

## Сюжет
Мексика, XIX століття. Юну Алондру Діас дель Реаль по смерті матері виховують її батько Бальдомеро та його сестра-удова Лорето, яка переїхала до них разом зі своїми дітьми — сином Рігоберто і дочкою Марією Елісою. Лорето ненавидить Алондру, бо та нагадує їй свою матір, яка колись була акторкою і яку родина Бальдомеро ніколи не приймала. Тітка дорікає дівчині навіть її ім'ям, яке у перекладі з іспанської означає "жайворонок" і не є християнським. Алондра виростає вродливою дівчиною з незалежним характером, її постійні сварки з тіткою продовжуються, але тепер вона навчилася давати відсіч. Бальдомеро проводить час на своєму ранчо зі своєю коханою Кармелітою, не підозрюючи, що його сестра зробила нестерпним життя його доньки, так само як і життя власної доньки Марії Еліси, тихої сором'язливої дівчини.
Лорето намагається примусити Марію Елісу одружитися зі старим багатієм, але дівчина закохана у молодого офіцера Рауля Гутьєрреса. Тоді ж Рігоберто виключають із семінарії, він повертається додому і також починає знущатися з Алондри та Марії Еліси. Алондра знайомиться з колишньою співачкою Летисією дель Босх, яка радить їй розповісти про все батькові. Дорогою до ранчо Алондра зустрічає Бруно Лебланка і закохується в нього, але пізніше дізнається, що він одружений. На ранчо Бальдомеро повідомляє їй, що збирається одружитися з Кармелітою. Повернувшись додому, вона знаходить Марію Елісу засмученою, бо та вагітна і вважає, що Рауль покинув її.
Дівчата вирішують втекти з дому і вирушають до Мехіко у пошуках нового життя. У столиці Алондра започатковує флористичний бізнес і знайомиться з Карлосом Тамесом, який закохується у неї і пропонує шлюб. Дівчина погоджується, але під час весільної подорожі вона знову зустрічає Бруно і втікає з ним. Вона народжує дитину від Бруно, та врешті Бруно повертається до своєї законної родини. По поверненні до Мехіко Алондра знову зустрічає Карлоса і той прощає її.

## У ролях
- Ана Кольчеро — Алондра Діас дель Реаль
- Ернесто Лагуардія — Карлос Тамес
- Гонсало Вега — Бруно Лебланк
- Беатріс Шерідан — Лорето Діас де Ескобар
- Вероніка Мерчант — Марія Еліса Ескобар Діас
- Хуан Мануель Берналь — Рігоберто Ескобар
- Фернандо Колунга — лейтенант Рауль Гутьєррес
- Ерік дель Кастільйо — Бальдомеро Діас
- Олівія Бусіо — Кармеліта Ернандес де Діас
- Хорхе Мартінес де Ойос — Альфредіто
- Беатріс Агірре — Росіта
- Кеті Барбері — Ребекка Монтес де Ока
- Ектор Гомес — падре Гервасіо
- Ампаро Аросамена — Матильде Руїс
- Марга Лопес — Летисія дель Босх
- Емоє де ла Парра — Кристіна Лебланк
- Густаво Ганем — Раміро Естрада
- Сільвія Маріскаль — Мерседес де Тамес
- Жоель Нуньєс — Герман Агірре
- Бланка Торрес — Барбаріта
- Квета Карраско — Росаріо
- Діна де Марко — Тріні Гомес
- Ернесто Годой — Робертіто Уртадо
- Кета Лават — Консепсьйон Уртадо
- Хусто Мартінес — Хорхе
- Аврора Моліна — Ріта
- Моніка Санчес — Енрікета
- Гільєрмо Муррай — ліценціат Пелегрін Касасола
- Бертін Осборн — капітан Андрес Клотц
- Анхеліка Пелаєс — Лібрада Перес Агайо
- Тіна Ромеро — Сесілія
- Анаї — Маргарита Лебланк
- Омар Гутьєррес — Хав'єр Лебланк
- Родольфо Велес — дон Пабло Міранда
- Берта Мосс — Софія Ласкураїн
- Хорхе Альберто Боланьєс — Мігель
- Габріела Муррай — Тета Гомес
- Маурісіо Ачар — Хесус Агірре
- Консуело Дюваль — Бланкіта де Агірре
- Ірене Арсіла — Ховіта
- Неріна Феррер — Глорія де Касасола
- Серхіо Клайнер — ліценціат Гонсало Ріос
- Алехандро Вільєлі — Хасінто Алаторре
- Жаклін Андере — Вероніка Реаль де Діас
- Тео Тапія — ліценціат Ортігоса
- Лурдес Дешамп — Селія
- Роксана Рамос — Тіта Гомес
- Хосе Антоніо Барон — Маріо
- Діана Брачо — Алондра (голос)
- Юліана Пеніче — Алондра у дитинстві
- Валентина Гарсія — Марія Еліса Ескобар Діас у дитинстві
- Ісаак Едід — Рігоберто Ескобар Діас у дитинстві
- Маріса Альдана — Марія
- Хеновева Перес — Петра
- Альфреда Альфонсо — Леопольдо
- Дульсіна Карвальйо — Руфіна
- Густаво дель Кастільйо — Педро
- Рафаель де Кеведо — Ордоньєс
- Хосе Антоніо Ферраль — Ель Техон
- Артуро Гісар — Хоакін
- Лусія Іруріта — Едувіхес
- Родольфо Лаго — Франсіско
- Віллебальдо Лопес — детектив Мартінес
- Артуро Лорка — Панчо
- Хімена Саріньяна — Піларіка
- Хуан Антоніо Льянес — Толеман
- Карлос Осіріс — Мірелес
- Бенхамін Пінеда — Хосе
- Соледад Руїс — Хеновева
- Віктор Сеус — Даніель
- Мартін Рохас — Маркос
- Фабіола Стівенсон — Лусія
- Себастьян Гарса — Роландо Акунья
- Артуро Паулет — Октавіо Бертоліні
- Луїс Роблес — Селестіно
- Гільєрмо Агілар — Луїс
- Каталіна Лопес — Карлотта Гомес (Тота)
- Альберто Ларрасабаль — Рамон Анхаусен
- Дульсе Марія — дівчинка у церкві

## Нагороди та номінації
TVyNovelas Awards (1996)
- Найкращий оригінальний сценарій або адаптація (Іоланда Варгас Дульче).
- Найкращі костюми (Сільвія Теран, Лорена Перес).
- Номінація на найкращого актора (Гонсало Вега).
- Номінація на найкращого актора (Ернесто Лагуардія).
- Номінація на найкращу роль у виконанні заслуженого актора (Ерік дель Кастільйо).

ACE Awards (1996)
- Найкраща телепостановка (Карла Естрада).
- Найкращий актор (Гонсало Вега).
- Найкраща режисерська робота (Мігель Корсега, Моніка Мігель)[1].